# 中国人民解放军联勤保障部队
中央军委联勤保障部队，是中华人民共和国中央军事委员会直属的实施联勤保障和战略、战役支援保障的部队，为副战区级大单位。此外，中央军事委员会联勤保障部队的臂章上使用中国人民解放军联勤保障部队的名称。
中央军事委员会联勤保障部队成立于2016年9月13日，由武汉联勤保障基地及其领导下的无锡、桂林、西宁、沈阳、郑州等5个联勤保障中心（分别位于东、南、西、北、中部五战区）组成。这支部队的前身主要是中国人民解放军总后勤部武汉后方基地和各大军区联勤部。

## 沿革

### 後勤部隊化：变身能打仗的后勤
2016年9月13日，“中央军委联勤保障部队成立大会”在北京八一大楼举行。中共中央总书记、中华人民共和国主席、中央军事委员会主席习近平向武汉联勤保障基地和无锡联勤保障中心、桂林联勤保障中心、西宁联勤保障中心、沈阳联勤保障中心、郑州联勤保障中心授予中国人民解放军军旗并致训词。中共中央政治局委员、中央军事委员会副主席范长龙在大会上宣读习近平签发的中央军委关于组建武汉联勤保障基地及五个联勤保障中心的命令，武汉联勤保障基地的领导班子成员、各个联勤保障中心的主要领导任职的命令。此次大会由中共中央政治局委员、中央军委副主席许其亮主持。同日，中华人民共和国国防部新闻局局长、国防部新闻发言人杨宇军在国防部联勤保障体制改革专题新闻发布会上称，中央军委直属的中央军委联勤保障部队的组建标志着具有中国人民解放军特色的现代联勤保障体制的建立。
2016年9月，各地军事代表处由各大军区善后办公室转隶各联勤保障中心。
联勤保障部队成立初期，为正军级单位，接受中央军委联合作战指挥中心指挥和中央军事委员会后勤保障部领导管理，和各战区、各军种形成关联，既保障战区主战，同时又服务军种建设。2016年11月，中国人民解放军后勤学院教授李英在做客新华网访谈时解释了中央军委联勤保障部队与中央军委后勤保障部的关系：“军委后勤保障部是军委的一个机关部门。在平时管理的时候，通过武汉后方基地对五个联保中心进行管理，对部队实施区域性保障。在战时的时候，通过军委联指对战区以及战区对五大联保中心，通过联保中心下属的联勤部队，比如医院、库站所对部队实施区域性保障和对一线部队实施支援性保障。”联勤保障部队成立后，联勤保障部队各医院、疗养院、仓库等均为中央军委后勤保障部直属单位。
联勤保障部队成立后，联合作战、联合训练、联合保障能力获得提升，实战水平明显提高，并实行军民融合、创新服务，还主动为部队解决困难。
2016年成立后初期，联勤保障部队各医院、疗养院、仓库等均佩戴“中央军委后勤保障部直属单位”臂章。2017年，经中央军委批准，联勤保障部队自2017年8月1日起统一佩戴新式胸标、臂章，臂章为“中国人民解放军联勤保障部队”。
到2017年，中央军委联勤保障部队已初步实现以作战思维牵引后勤保障、从保障陆军到三军联勤、从粮草先行到廉洁先行的转变。

### 联勤保障部队獲得升格
2017年12月，联勤保障部队升格为副战区级单位，列入解放军大单位序列，归中央军委直接指挥。
2019年7月24日，国务院新闻办公室发表的政府白皮书《新时代中国的国防》指出，“联勤保障部队是实施联勤保障和战略战役支援保障的主体力量，是中国特色现代军事力量体系的重要组成部分。包括仓储、卫勤、运输投送、输油管线、工程建设管理、储备资产管理、采购等力量”，“建立以联勤部队为主干、军种为补充，统分结合、通专两线的保障体制，构建以战略战役力量为主干、队属力量为补充、社会保障为依托，联合、精干、高效的后勤力量体系”。

## 机构设置
根据有关规定，中央军委联勤保障部队设置下列机构：

### 职能部门
- 参谋部
- 政治工作部
- 纪律检查委员会（监察委员会）

……

### 直属基地
- 武汉联勤保障基地
  - 无锡联勤保障中心（位于东部战区）
  - 桂林联勤保障中心（位于南部战区）
  - 西宁联勤保障中心（位于西部战区）
  - 沈阳联勤保障中心（位于北部战区）
  - 郑州联勤保障中心（位于中部战区）

### 直属单位
- 中国人民解放军总医院
  - 医学中心
    - 第一医学中心（原解放军总医院院部临床部）
    - 第二医学中心（原解放军总医院南楼临床部）
    - 第三医学中心（原武警总医院）
    - 第四医学中心（原三〇四医院）
    - 第五医学中心（原三〇二医院合并原三〇七医院）
    - 第六医学中心（原海军总医院）
    - 第七医学中心（原陆军总医院）
    - 第八医学中心（原三〇九医院）
    - 第九医学中心（原战略支援部队特色医学中心，三〇六医院）[14]。

  - 医疗区 
    - 京东医疗区（原二六三医院）
    - 京南医疗区
    - 京西医疗区
    - 京北医疗区
    - 京中医疗区

  - 直属单位 
    - 医学创新研究部
    - 研究生院（对外以解放军医学院名义招生）
    - 卫勤训练中心
    - 医疗保障中心
    - 服务保障中心

  - 分院 
    - 海南医院

……
- 中国人民解放军联勤保障部队工程大学[15]

## 历任领导
| 司令员 1. 李勇 空军中将（2017年12月—2021年8月） 2. 王立岩 火箭军中将（2021年8月—2024年10月） 3. 王抗平 空军中将（2024年10月—） | 政治委员 1. 徐忠波 中将（2017年12月—2020年7月） 2. 王文全 中将（2020年9月—2023年12月） 3. 高大光 海军中将（2024年4月—） |